# L'Île-d'Olonne

L'Île-d'Olonne este o comună în departamentul Vendée, Franța. În 2009 avea o populație de 2,668 de locuitori.